# 명화극장
명화극장(名畫劇場, Cinema Special)은 1969년 9월 17일부터 2014년 12월 26일까지 KBS 1TV에서 방송되었던 영화 프로그램이었다. 《영화특선》은 신설된 다시 부활한 56년만 2025년 9월 6일부터 토요일 오전에 다시 영화 볼수 있다.

## 기획 의도
흑백 텔레비전과 컬러 텔레비전의 역사를 간직한 영화 프로그램이다.

## 역사
1969년 9월 17일 KBS TV(現 KBS 1TV)에서 첫 방송을 시작한 《명화극장》은 같은 해 11월 5일까지 매주 수요일 밤 10시 20분에 편성되었다. 이후 방송 개편에 따라 1969년 11월 23일부터 1980년 11월 30일까지는 일요일 밤 10시로 방송 시간이 변경되었다. 《영화특선》은 신설된 다시 부활한 56년만 가을 개편에 따라 2025년 9월 6일부터 는 일요일 오전 10시 30분로 방송 시간이 변경되었다.
1980년 말 언론통폐합으로 인해 채널명이 KBS 1TV로 바뀐 이후에도 해당 프로그램은 편성이 유지되었으며, 같은 해 KBS 2TV가 개국하면서 12월 6일부터는 《토요명화》가 신설되었다.
그러나 2000년대에 들어서면서 인터넷의 발달과 함께 디지털화 시대가 도래하고, IPTV(인터넷 멀티미디어 방송) 서비스 및 각종 스마트 기기가 보편화됨에 따라 지상파 영화 프로그램의 시청률은 점차 하락하기 시작하였다. 이에 따라 2008년 KBS 프로그램 개편을 계기로 《명화극장》은 오랜 시간 유지하던 일요일 시간대를 떠나 금요일로 방송 시간이 이동되었으며, 이 시점부터 처음으로 한국 영화를 편성하기 시작하였다.
2015년 KBS 상반기 프로그램 대개편을 맞아 《명화극장》의 폐지가 최종적으로 확정되었고, 2014년 12월 26일 마지막 방송을 끝으로 종영되었다. 이후 다시 부활한 56년만 2025년 9월 6일부터 《영화특선》가 신설되었다.
이는 KT와 SK브로드밴드 등 주요 통신사의 IPTV 가입자 수가 포화 상태에 이르자, 더 이상 지상파 방송에서 안정적인 시청률을 기대하기 어렵다는 내부 판단에 따른 결정으로 분석된다.

## 방송 시작 시간
- 기본 편성표에는 방송 분량을 1시간 40분으로 잡았으나, 방송하는 작품에 따라서 방송 종료 시간이 일정하지 않았다.
- 편성 상황에 따라서 유동적으로 바뀌는 경우가 많았다. 그리고 특집 프로그램 때문에 결방하는 경우도 있었다.

| 방송 채널 | 방송 기간                           | 방송 시작 시간             |
| --------- | ----------------------------------- | -------------------------- |
| KBS TV    | 1969년 9월 17일 ~ 1969년 11월 5일   | 매주 수요일 밤 10시 20분   |
| KBS TV    | 1969년 11월 23일 ~ 1980년 11월 30일 | 매주 일요일 밤 10시        |
| KBS 1TV   | 1980년 12월 7일 ~ 1983년 10월 30일  | 매주 일요일 밤 10시 10분   |
| KBS 1TV   | 1996년 12월 1일 ~ 1998년 1월 4일    | 매주 일요일 밤 10시 35분   |
| KBS 1TV   | 1998년 1월 11일 ~ 2000년 4월 30일   | 매주 일요일 밤 11시 10분   |
| KBS 1TV   | 2000년 5월 7일 ~ 2000년 10월 8일    | 매주 일요일 밤 11시 5분    |
| KBS 1TV   | 2000년 10월 15일 ~ 2001년 4월 29일  | 매주 일요일 밤 11시 15분   |
| KBS 1TV   | 2001년 5월 6일 ~ 2001년 5월 27일    | 매주 일요일 밤 12시        |
| KBS 1TV   | 2001년 6월 3일 ~ 2001년 11월 4일    | 매주 일요일 밤 11시 20분   |
| KBS 1TV   | 2001년 11월 11일 ~ 2002년 3월 24일  | 매주 일요일 밤 11시 25분   |
| KBS 1TV   | 2002년 3월 31일 ~ 2003년 6월 20일   | 매주 일요일 밤 11시 20분   |
| KBS 1TV   | 2003년 6월 29일 ~ 2004년 7월 25일   | 매주 일요일 밤 11시 40분   |
| KBS 1TV   | 2004년 8월 1일 ~ 2004년 10월 31일   | 매주 일요일 밤 11시 5분    |
| KBS 1TV   | 2004년 11월 7일 ~ 2005년 1월 2일    | 매주 일요일 밤 11시 50분   |
| KBS 1TV   | 2005년 1월 9일 ~ 2005년 5월 1일     | 매주 일요일 밤 12시 20분   |
| KBS 1TV   | 2005년 5월 8일 ~ 2005년 8월 28일    | 매주 일요일 밤 11시 30분   |
| KBS 1TV   | 2005년 9월 4일 ~ 2005년 10월 16일   | 매주 일요일 밤 11시 40분   |
| KBS 1TV   | 2005년 11월 6일 ~ 2005년 11월 27일  | 매주 일요일 밤 12시        |
| KBS 1TV   | 2005년 12월 4일 ~ 2006년 10월 29일  | 매주 일요일 밤 12시 30분   |
| KBS 1TV   | 2006년 11월 5일 ~ 2007년 4월 29일   | 매주 일요일 밤 12시 20분   |
| KBS 1TV   | 2007년 5월 6일 ~ 2008년 6월 29일    | 매주 일요일 밤 12시 50분   |
| KBS 1TV   | 2008년 7월 6일 ~ 2008년 11월 16일   | 매주 일요일 밤 12시 55분   |
| KBS 1TV   | 2008년 11월 21일 ~ 2009년 4월 19일  | 매주 금요일 밤 12시 50분   |
| KBS 1TV   | 2009년 4월 24일 ~ 2009년 10월 9일   | 매주 금요일 밤 12시 55분   |
| KBS 1TV   | 2009년 10월 16일 ~ 2010년 5월 7일   | 매주 금요일 밤 1시 10분    |
| KBS 1TV   | 2010년 5월 15일 ~ 2011년 11월 5일   | 매주 토요일 밤 12시 55분   |
| KBS 1TV   | 2011년 11월 11일 ~ 2013년 4월 5일   | 매주 금요일 밤 12시 20분   |
| KBS 1TV   | 2013년 4월 12일 ~ 2013년 10월 18일  | 매주 금요일 밤 12시        |
| KBS 1TV   | 2013년 10월 25일 ~ 2014년 8월 29일  | 매주 금요일 밤 12시 10분   |
| KBS 1TV   | 2014년 9월 5일 ~ 2014년 12월 26일   | 매주 금요일 밤 12시 20분   |
| KBS 1TV   | 2025년 9월 6일 ~                    | 매주 토요일 오전 10시 30분 |

## 시청률
연간 평균 시청률은 초창기부터 1980년대까지는 20~40%대를 기록하며 높은 인기를 누렸으나, 1990년대에 들어서면서 10%대로 하락하였다. 이후 2000년대 초반에는 시청률이 두 자릿수 이하로 떨어졌고, 점차 한 자릿수 시청률로 하락하였다.
2000년대 중반부터 2010년대 중반까지는 평균 시청률이 3% 이하로 떨어지며, 이른바 "애국가 시청률"이라 불리는 최하위 수준을 넘지 못한 채 지속적으로 하락하였다. 결국 이러한 시청률 부진 속에서 프로그램은 2014년 12월 폐지되었다.

## 같이 보기
현재
- 특선영화 지상파 (KBS 1TV, KBS 2TV 한국방송공사)/(MBC)/(SBS)
- 독립영화관(KBS 1TV, 한국방송공사)

과거
- 토요명화 (KBS 2TV, 한국방송공사)
- 위성극장 (KBS 위성1/KBS 위성2, KBS 위성방송)

## 경쟁 영화 프로그램
현재
- OBS 시네마 (OBS 경인TV)
- 한국영화 걸작선 (국회방송)
- NATV 명화극장 (국회방송)
- KFN 명작극장 (국방TV)
- 진중시네마 (국방TV)
- 일요시네마 (EBS 1TV)
- 한국영화특선 (EBS 1TV)
- KTV 시네마 (KTV)

과거
- 특선영화 종편 (TV 조선/채널A/JTBC/MBN)
- 시네마M (MBN)이전 매일경제TV 이후 MBN 매일방송
- JTBC 시네마 (JTBC)
- 심야극장 (1990년대 중반, 수요일 오후 11시대)
- MBC 수요/일요심야극장 (1995년 9월 6일 ~ 2004년 5월 2일, 목요일 새벽 0시대 및 월요일 새벽 0시대)
- MBC 금요영화천국 (2000년대 중반, 토요일 새벽 0시 ~ 1시대)
- MBC 일요영화특선 (2007년 5월 27일 ~ 2007년 9월 16일, 월요일 새벽 0시대)
- 주말의 명화 (문화방송)
- 영화특급 (SBS)
- 시네클럽 (SBS)
- 월요시네마극장 (SBS)
- 화요시네마극장 (SBS)
- 일요명화 (SBS)
- 시네마2000 (SBS)
- 목요시네마  (iTV 인천방송)
- TBC 일요시네마 극장 (대구방송)
- iTV 시네마 (경인방송)
  - iTV 한국영화특선 (iTV 경인방송)
  - iTV 토요시네마 (iTV 경인방송)
  - iTV 일요시네마 (iTV 경인방송)
- 한국영화걸작선 (EBS TV)
- 수요극장 (EBS TV)
- 고전영화극장 (EBS TV)
- EBS 금요극장 (EBS 1TV)
- 세계의 명화 (EBS 1TV 첫째주~셋째주)

- KTV 시네마 월드 (KTV 한국정책방송)